# 25 décembre 1935
Le 25 décembre 1935 est le 359e jour de l'année 1935 du calendrier grégorien. Il s'agit d'un mercredi. 

## Événements
- Création de la province de Tunceli en Turquie
- Le Ministère de la Justice espagnol change d'intitulé et devient le ministère du Travail, de la Santé et de la Justice. Ce nouvel intitulé perdure jusqu'au 19 février 1936
- Ouverture de la Gare de Settsu-Motoyama dans la ville de Kobe au Japon[1].

## Sorties théâtrales et cinématographiques
- L'intruse, film américain d'Alfred E. Green avec Bette Davis[2] ;
- Je veux me marier, film américain de Wesley Ruggles avec Claudette Colbert[3].

## Naissances
- Amaury Epaminondas, footballeur brésilien
- Susana Rinaldi, chanteuse et actrice argentine[4]
- Donald Norman, chercheur en sciences cognitives

## Décès
- Paul Bourget, écrivain et essayiste français
- Léon Hennique, écrivain français
- Yves-Marie Thomas, homme politique français[5]
- Henry Burton, homme politique sud-africain
- Georges Polet, homme politique belge